# Soubouy
Soubouy är en ort i Burkina Faso.   Den ligger i regionen Boucle du Mouhoun, i den västra delen av landet, 180 km väster om huvudstaden Ouagadougou. Soubouy ligger 277 meter över havet och antalet invånare är 1 495.
Terrängen runt Soubouy är platt. Närmaste större samhälle är Wahabou, 18,1 km söder om Soubouy.
Omgivningarna runt Soubouy är en mosaik av jordbruksmark och naturlig växtlighet. Runt Soubouy är det ganska glesbefolkat, med 34 invånare per kvadratkilometer.